# Lago Jinji
Il lago Jinji (in cinese semplificato 金鸡湖; in cinese tradizionale: 金雞湖; pinyin Jīnjī Hú) è un lago di acqua dolce situato nella parte centrale del parco industriale di Suzhou, nella provincia di Jiangsu, in Cina. Occupa un'area di 7,18 chilometri quadrati e la sua profondità media è di circa 2,5-3 metri. All'interno del bacino sono presenti due isole artificiali.
Il lago è uno dei più grandi laghi interni della Cina.